# Соукупова, Ирена
Ирена Соукупова (чеш. Irena Soukupová; 9 декабря 1964, Прага — 4 февраля 2020) — чехословацкая гребчиха, выступавшая за сборную Чехословакии по академической гребле в 1986—1992 годах. Обладательница бронзовой медали чемпионата мира, победительница и призёрка первенств национального значения, участница двух летних Олимпийских игр.

## Биография
Ирена Соукупова родилась 9 декабря 1964 года в Праге. Проходила подготовку в столичном гребном клубе «Прага».
Впервые заявила о себе в академической гребле на международном уровне в сезоне 1986 года, когда вошла в состав чехословацкой национальной сборной и выступила на чемпионате мира в Ноттингеме, где в зачёте парных четвёрок стала седьмой.
В 1987 году на чемпионате мира в Копенгагене вновь показала седьмой результат в парных четвёрках.
Благодаря череде удачных выступлений удостоилась права защищать честь страны на летних Олимпийских играх 1988 года в Сеуле. В составе парного экипажа-четвёрки, куда также вошли гребчихи Гана Крейчова, Любица Новотникова и Бланка Микискова, финишировала на предварительном квалификационном этапе четвёртой, но через дополнительный отборочный заезд всё же прошла в главный финал А, где в конечном счёте показала пятый результат.
В 1990 году побывала на чемпионате мира в Тасмании, откуда привезла награду бронзового достоинства, выигранную в парных четвёрках — уступила здесь только командам из Восточной Германии и Советского Союза.
В 1991 году на чемпионате мира в Вене была в той же дисциплине шестой.
Находясь в числе лидеров чехословацкой гребной команды, благополучно прошла отбор на Олимпийские игры 1992 года в Барселоне. На сей раз вместе с гребчихами Любицой Новотниковой, Михаэлой Бурешовой и Ганой Кафковой стала в финале шестой.
После разделения Чехословакии Соукупова больше не показывала сколько-нибудь значимых результатов в академической гребле на международной арене.